# Eupelmus matranus
Eupelmus matranus is een vliesvleugelig insect uit de familie Eupelmidae. De wetenschappelijke naam is voor het eerst geldig gepubliceerd in 1947 door Erdös.